# Osun (Fluss)
Der Osun (Ọṣun, Oshun) ist ein Fluss im Südwesten Nigerias. Er ist nach Osun benannt, die in der Religion der Yoruba die Flussgöttin darstellt.

## Verlauf

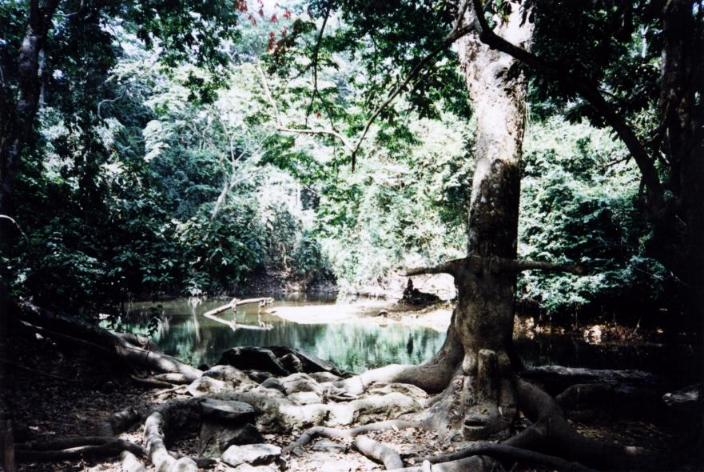
Der Osun am heiligen Hain der Göttin Osun

Der Osun entspringt in der Oke-Mesi Hügelkette  im Bundesstaat Osun. Er fließt zunächst im Zick-Zack nach Westen der Stadt Oshogbo entgegen, in deren Nähe sich der heilige Hain der Göttin Osun befindet. Danach schwenkt er nach Südwesten, bis er den Asejire-Stausee erreicht, wo er auch seinen größten Nebenfluss, den Oba, aufnimmt. Er verlässt den Stausee Richtung Süden und fließt durch die Bundesstaaten  Ogun und Lagos. Der Osun mündet schließlich östlich von Epe in die Lagune von Lekki.
Das Einzugsgebiet des Osun wird, je nach Quelle, mit Werten zwischen  9000 und 9800 km² angegeben.

## Hydrometrie
Die Durchflussmenge des Osun wurde am Pegel Odomola an der Mündung in m³/s gemessen.